# Luc De Blick

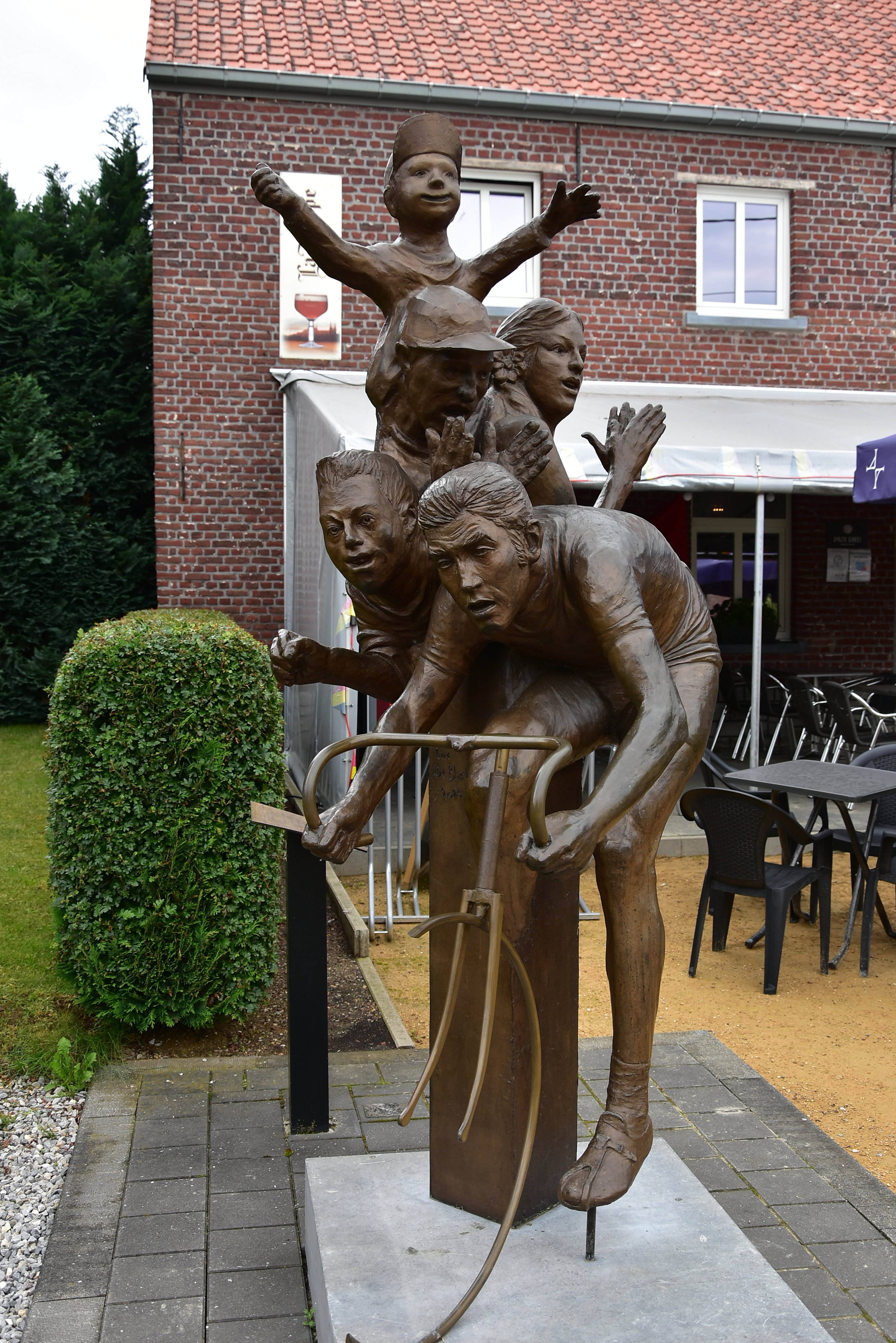
Standbeeld van Eddy Merckx te Kiezegem

Luc De Blick (Leuven, 23 november 1949) is een Belgische kunstenaar en bronsgieter die in Glabbeek woont. Een van zijn bekendste werken is het standbeeld van Eddy Merckx. Het staat tegenover het geboortehuis van deze wielrenner in Kiezegem.
Einde 2014 sloot het atelier van bronsgieter Luc De Blick na het gieten van meer dan duizend beelden waaronder de Kotmadam te Leuven en de Witte Van Zichem.